# Trinità dei Monti
La Trinità dei Monti  (nom italià; literalment 'Trinitat dels Monts') és una església de Roma. El seu nom complet és Santissima Trinità al Monte Pincio. Domina el paisatge urbà de la famosa Piazza di Spagna, ja que està situada al capdamunt de la seva escalinata.

## Història
La primera part de l'església va ser construïda entre 1502 i 1519 en estil gòtic; la part més antiga, coberta de voltes de creueria ogivals, està delimitada per una reixa de bronze.
A la nau gòtica s'hi va afegir, a mitjan segle xvi, una nova construcció amb una façana adornada amb dos campanars simètrics, obra de Giacomo della Porta i Domenico Fontana. L'església va ser consagrada el 1585 per Sixt V. En una de les primeres capelles Daniele da Volterra hi va pintar el 1541 una cèlebre sèrie de frescos, entre els quals s'hi troba el bellíssim Davallament, unànimement considerat una de les obres mestres del manierisme. La vuitena capella a la dreta (la capella Massimo) conserva una sèrie de frescos de Perin del Vaga (Història de l'Antic i del Nou Testament, 1537), completada entre 1563 i 1589 per Taddeo i Federico Zuccari. Originalment l'església conservava també una obra d'Ingres.

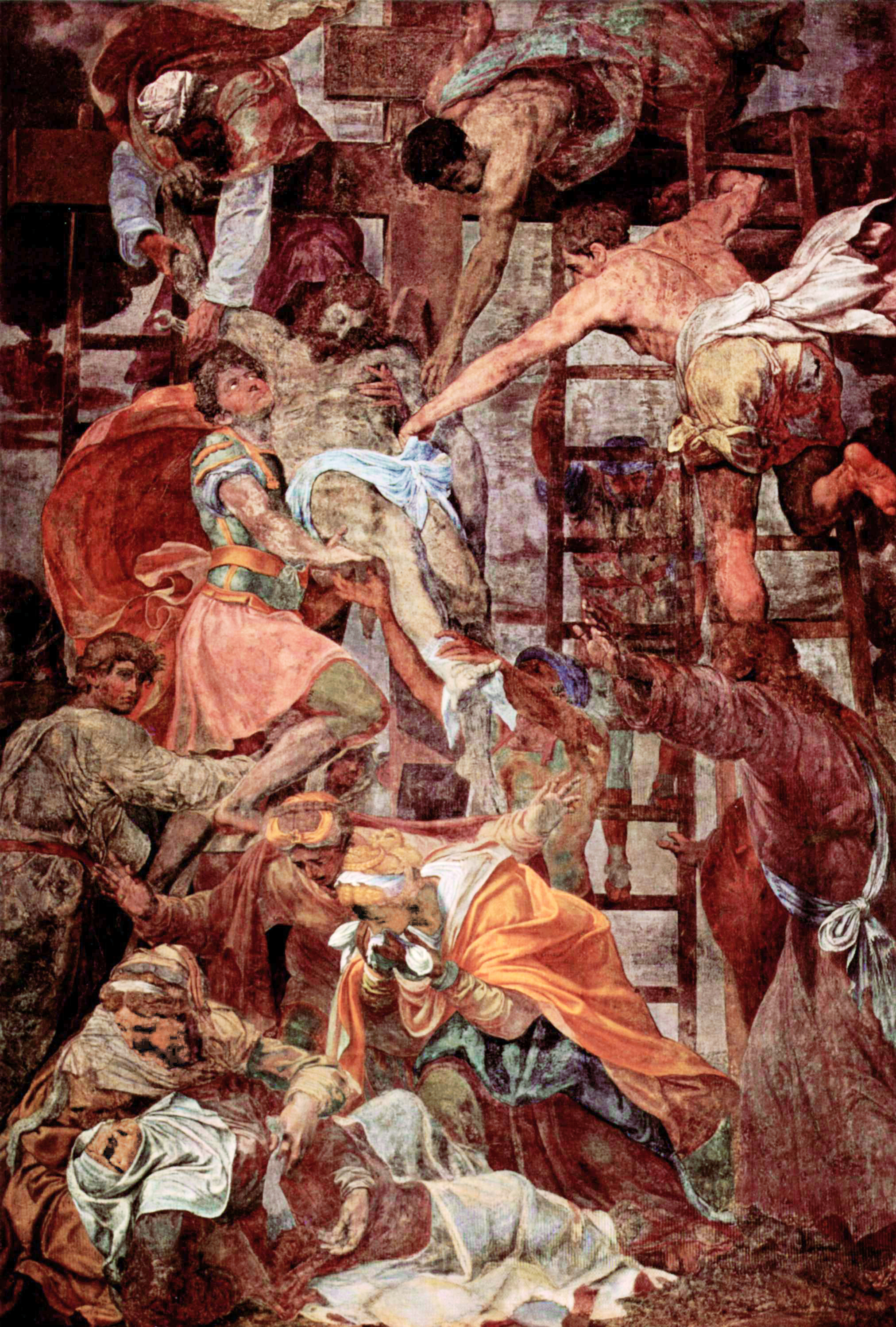
El Davallament
de Daniele da Volterra

Al convent cal destacar la Galleria prospettica, amb frescos d'Andrea Pozzo, amb un singular exemple d'anamorfosi, i la Stanza delle rovine, de finals del segle xviii, amb frescos d'una sensibilitat que apunta ja al Romanticisme, obra del francès Charles-Louis Clérisseau, artista que acabaria els seus dies a Sant Petersburg, a la cort dels tsars.

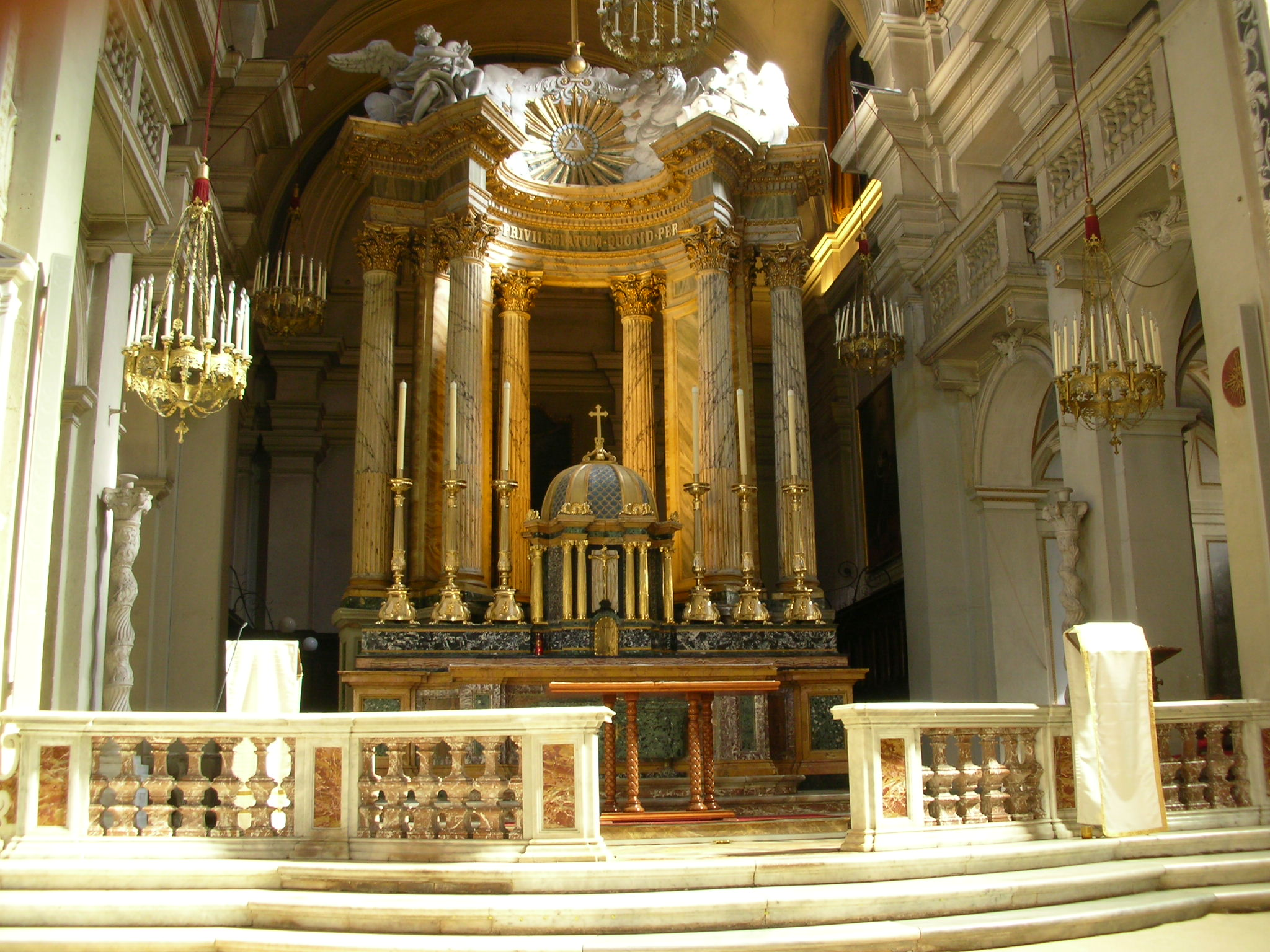
L'altar major

L'àrea sobre la qual va ser edificada l'església va ser donada per Carles VIII de França a l'Orde dels Mínims de Sant Francesc de Paula.
Així, tota la zona de la Trinità dei Monti va ser, a partir del segle xvi, una àrea d'influència francesa. La celebèrrima escalinata de la Piazza di Spagna, inaugurada per Benet XIII el 1725, va ser realitzada per Alessandro Specchi amb finançament francès, per celebrar la pau entre França i Espanya, connectant així la plaça «espanyola» (el nom de Piazza di Spagna se li va donar perquè va ser regalada per Ferran el Catòlic). amb l'església «francesa». Precisament, des d'un costat de l'escalinata es veu als propers jardins de Villa Borghese la Villa Borghese Pinciana convertida en Galeria Borghese i la Villa Mèdici, seu de l'Acadèmia de França a Roma.
Els dos rellotges de l'església assenyalen l'un l'hora de Roma i l'altre la de París.
Davant de la Trinità dei Monti, a finals del segle xviii, el papa Pius VI va fer erigir l'Obelisc Sal·lustià, l'últim dels grans obeliscs aixecats per la Roma papal, realitzat a l'època romana imperial a imitació dels obeliscs egipcis.

## Cardenals titulars
- Carlo de Lorena (20 d'abril de 1587 - 30 d'octubre de 1587 mort)
- François de Joyeuse (11 de desembre de 1587 - 27 d'abril de 1594 nomenat cardenal prevere de San Pietro in Vincoli)
- Vacant (1594 - 1626)
- Denis-Simon de Marquemont (9 de febrer de 1626 - 16 de setembre de 1626 mort)
- Vacant (1626 - 1635)
- Alphonse-Louis du Plessis de Richelieu, O.Cart. (4 de juny de 1635 - 24 de març de 1653 mort)
- Antonio Barberini iuniore (21 de juliol de 1653 - 11 d'octubre de 1655 nomenat cardenal bisbe de Frascati)
- Girolamo Grimaldi-Cavalleroni (11 d'octubre de 1655 - 28 de gener de 1675 nomenat cardenal bisbe d'Albano)
- César d'Estrées (28 de gener de 1675 - 15 de setembre de 1698 nomenat cardenal bisbe d'Albano)
- Pierre-Armand de Cambout de Coislin (30 de març de 1700 - 5 de febrer de 1706 mort)
- Joseph de la Tremoille (25 de juny de 1706 - 10 de gener de 1720 mort)
- Armand-Gaston-Maximilien de Rohan de Soubise (16 de juny de 1721 - 16 de juliol de 1749 mort)
- Clemente Argenvilliers (10 de desembre de 1753 - 23 de desembre de 1758 mort)
- Pietro Girolamo Guglielmi (19 de novembre de 1759 - 15 de novembre de 1773 mort)
- Bernardino Giraud (20 de desembre de 1773 - 5 de maig de 1782 mort)
- Vacant (1782 - 1785)
- Giovanni de Gregorio (11 d'abril de 1785 - 11 de juliol de 1791 mort)
- Vacant (1791 - 1794)
- Jean-Sifrein Maury (12 de setembre de 1794 - 10 de maig de 1817 mort)
- Vacant (1817 - 1823)
- Anne-Antoine-Jules de Clermont-Tonnerre (24 de novembre de 1823 - 21 de febrer de 1830 mort)
- Louis-François-Auguste de Rohan-Chabot (28 de febrer de 1831 - 8 de febrer de 1833 mort)
- Joachim-Jean-Xavier d'Isoard (15 d'abril de 1833 - 7 d'octubre de 1839 mort)
- Vacant (1839 - 1842)
- Louis-Jacques-Maurice de Bonald (23 de maig de 1842 - 25 de febrer de 1870 mort)
- René-François Régnier (4 de maig de 1874 - 3 de gener de 1881 mort)
- Vacant (1881 - 1884)
- Louis-Marie-Joseph-Eusèbe Caverot (24 de març de 1884 - 23 de gener de 1887 mort)
- Victor-Félix Bernadou (17 de març de 1887 - 15 de novembre de 1891 mort)
- Guillaume-René Meignan (15 de juny de 1893 - 20 de gener de 1896 mort)
- Jean-Pierre Boyer (25 de juny de 1896 - 16 de desembre de 1896 mort)
- Pierre-Hector Coullié (24 de març de 1898 - 12 de setembre de 1912 mort)
- Hector-Irénée Sévin (28 de maig de 1914 - 4 de maig de 1916 mort)
- Louis-Joseph Maurin (7 de desembre de 1916 - 16 de novembre de 1936 mort)
- Pierre-Marie Gerlier (16 de desembre de 1937 - 17 de gener de 1965 mort)
- Jean-Marie Villot (25 de febrer de 1965 - 12 de desembre de 1974 nomenat cardenal bisbe de Frascati)
- Alexandre-Charles-Albert-Joseph Renard (24 de maig de 1976 - 8 d'octubre de 1983 mort)
- Albert Decourtray (25 de maig de 1985 - 16 de setembre de 1994 mort)
- Pierre Étienne Louis Eyt (26 de novembre de 1994 - 11 de juny de 2001 mort)
- Louis-Marie Billé (22 de juliol de 2001 - 12 de març de 2002 mort)
- Philippe Barbarin, des del 21 d'octubre de 2003